# Саборна црква у Пожаревцу
Саборна црква Светих архангела Михаила и Гаврила у Пожаревцу је смештена уз седиште Браничевске епархије Српске православне цркве.
Саборна црква у Пожаревцу је средишња црква епархије. Црква је првобитно била посвећена Силаску Светог Духа, односно Светој Тројици, али је средином тридесетих година 19. века дошло до промене посвете храма. Црква као грађевина је проглашена као непокретно културно добро за споменик културе.

## Историјат
Саборну цркву Светих архангела Михаила и Гаврила подигао је књаз Милош Обреновић 1819. године и за време његовог боравка у Пожаревцу. Цркву је освештао је 1823. митрополит београдски Агатангел. Првобитно је изграђена без звоника, исто као неке значајне цркве тог времена, у Крагујевцу или Јагодини. Звоник је касније дозидан.
Црква је била саборни храм Српске православне цркве у кнежевини. Поред тога што је подигао цркву књаз је, заједно са својом породицом и угледним гостима, често посећивао и присуствовао литургијама које су се у њој одржавале. Касније се седиште Српске православне цркве пресељено у Београд, а црква задржава само значај за Пожаревац и околину.
У олтару цркве налази се мермерни свети престо који је израђен у Пешти, исклесан од црвенкастог мермера и углачан до високог сјаја.
Нови процват црква доживљава обновом Браничевске епархије 1921. године са седиштем у Пожаревцу, када поново постаје саборна. У складу са тим, у склопу Саборне цркве, на самом улазу у њу, између два рата изграђен се велелепни Епархијски двор.

## Архитектура цркве
Саборна црква у Пожаревцу један је од најзначајнијих примера прелазног стила у архитектури обновљене Србије. Триконхалне је основе са једном олтарском и двема певничким апсидама, споља полигоналним, а изнутра полукружним. У просторном смислу подељена је на олтарски простор, наос и припрату. Зидана је каменом и опеком, а споља омалтерисана. Звоник је добила 1856. године накнадном доградњом уз западну фасаду храма. Архитектонска пластика у виду подеоног венца и плитких пиластера присутна је само на звонику. Масиван западни портал изведен је 1936. године тесаним каменом и богато украшен преплетом у српско византијском стилу. Изнад врата у лунети приказана је композиција Гостољубље Аврамово.

### Живописање
Живописање храма започели су 1852. године Милија и Иван Марковић, али је уз рад на иконостасу 1870. године наставио Никола Марковић. Иконостас са двадесет и пет икона богато је резбарен и позлаћен. Уз јужни зид наоса смештени су архијерејски и владарски престо са сликаним представама Св. Саве и Св. Стефана Дечанског. Уз северни зид наоса налази се Богородичин престо са сликаном представом Богородице са Христом. Црква поседује збирку од четрнаест целивајућих икона Јање Молера рађених темпером на дасци, које представљају драгоцену зографску целину из прве половине 19. века. У цркви се чува и велики број предмета примењене уметности, међу којима има вредних примера црквеног веза, златарских радова уметничко занатске израде, богослужбених књига и намештаја.

## Галерија
- Надгробни споменици епископу Митрофану и епископу Венијамину
- гроб епископа Хризостома у порти цркве
- гроб епископа Саве у порти цркве
- Гроб Милутина Петровића у порти цркве